# 魔像

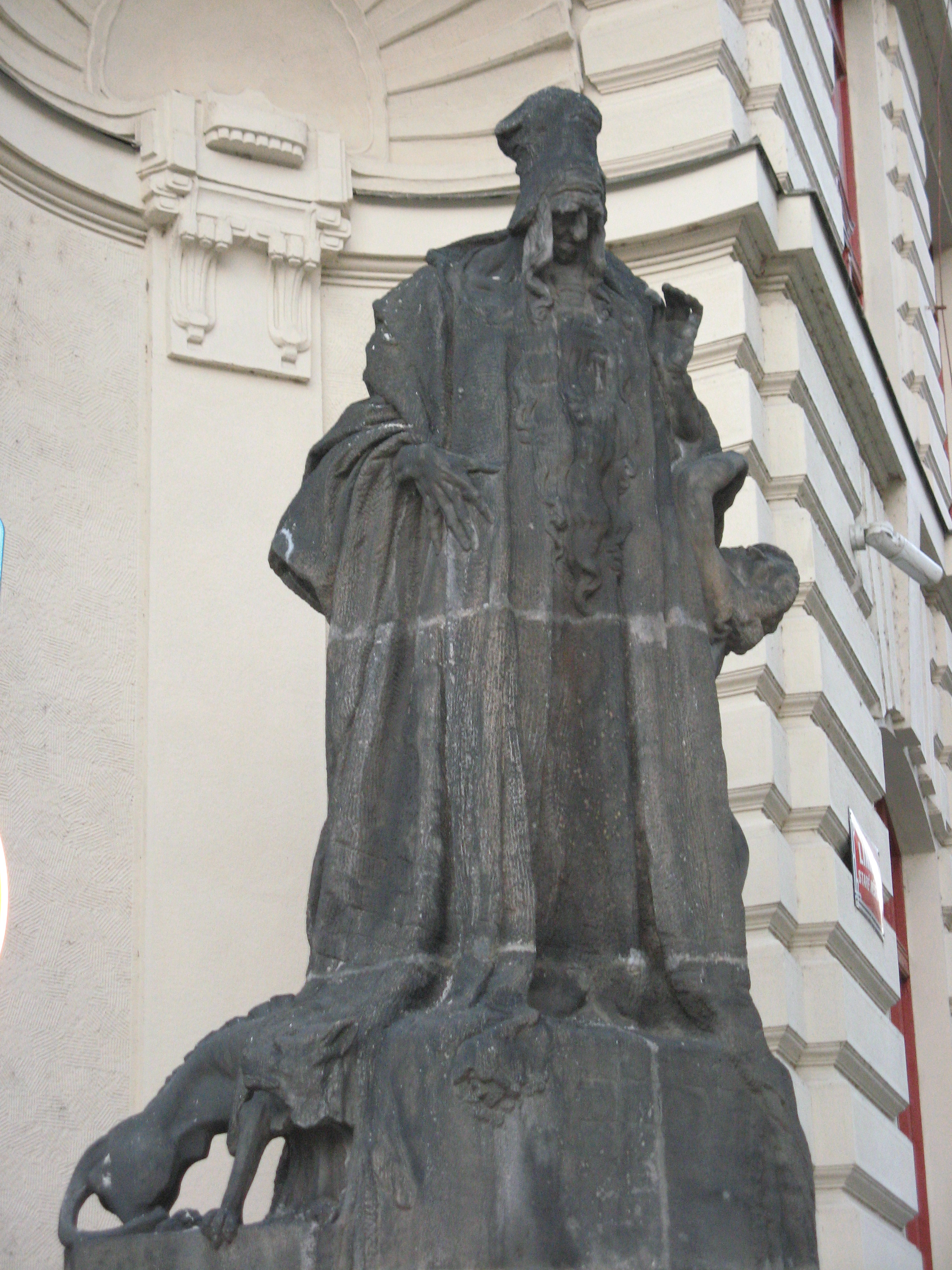
布拉格新市政廳的拉比犹大·勒夫·本·贝扎莱尔雕像

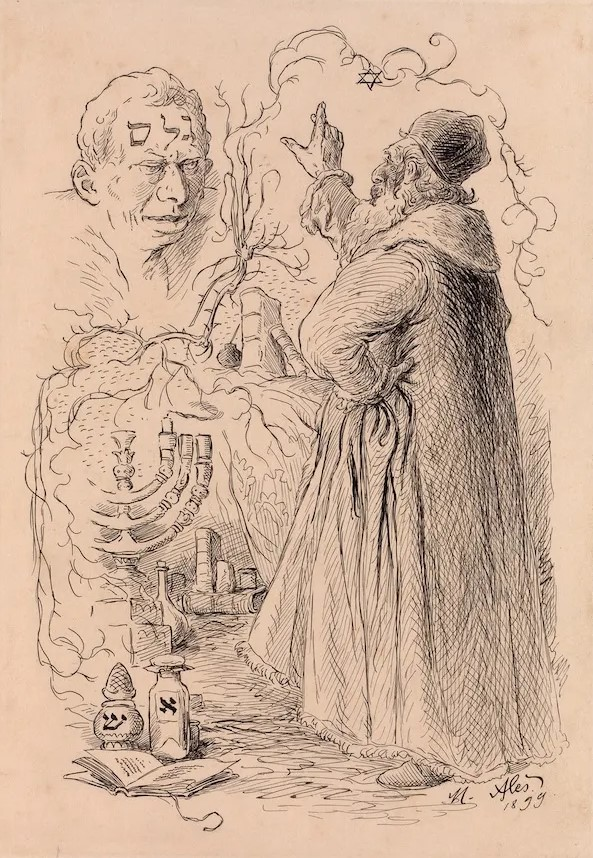
犹大·勒夫·本·贝扎莱尔和魔像，米古拉斯·阿列什繪

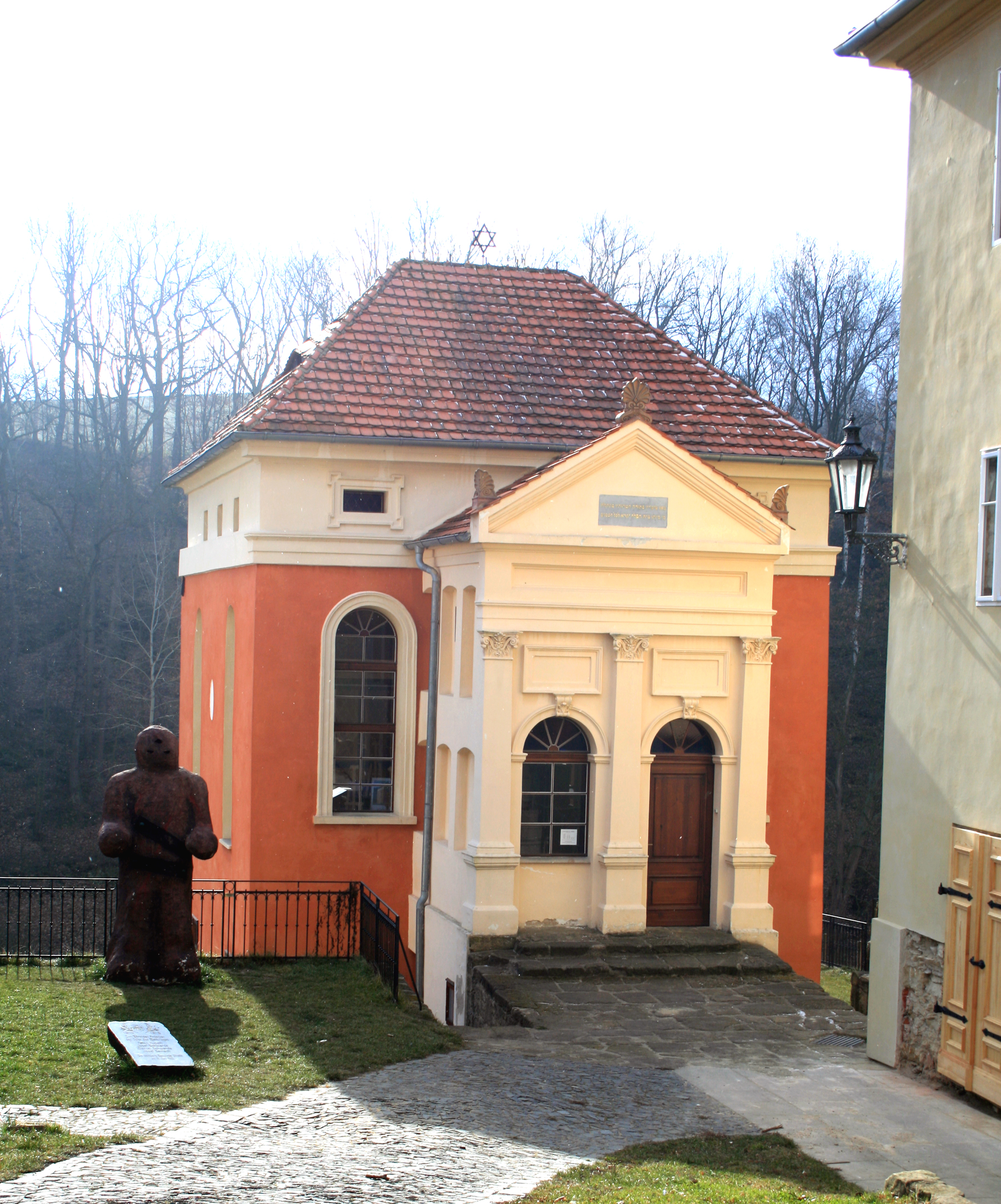
在烏什捷克的烏什捷克猶太會堂內有魔像雕像

魔像或泥人（英語：Golem；希伯來語：‎；音譯為戈侖或勾勒姆）是傳説中用巫術灌注黏土而產生自由行動能力的人偶。“Golem”一詞曾在《聖經·詩篇》（JP）中出現過一次，原詞為‎（galmi）。同中世紀文學一樣。在這裡本意是“原料”，“胚胎”或“未成形的體質”，寓指上帝未塑造完全的人類。16世紀布拉格的猶太教拉比犹大·勒夫·本·贝扎莱尔寫過一些描述魔像的故事，使其名聲傳播開來。實際上各種關於魔像的傳説大相徑庭。根據Moment 雜誌報導，"魔像是一個高度可變的隱喻，具有看似無限的象徵意義。它可以是受害者或惡棍，男人或女人，有時兩者兼而有之。幾個世紀以來，它一直被用來暗示戰爭、社區、孤立、希望和絕望。"其一般的制作方法为，将黏土捏成人型人偶，然后在黏土人偶的额头或胸口上贴写希伯来语“emeth（真理）”的护符。如果要让魔像变回原来的土偶，则要把emeth的开头字母e擦掉，因为希伯来语“meth”有死亡的意思。
魔像時常在近代的角色扮演遊戲和奇幻小說中出現，而且材質不限於黏土，甚至包含了金屬、石頭、布料到屍體等等都有。

## 外部連接
- rabbiyehudahyudelrosenberg.com
- Background on the Golem legends （页面存档备份，存于）
- yutorah.org （页面存档备份，存于）
- Historical figures in the golem legends （页面存档备份，存于）
- Essay about the golem and Jewish identity